# 西南聯合大学
座標: 北緯25度03分33秒 東経102度41分42秒 / 北緯25.05916度 東経102.69497度
西南聯合大学（せいなんれんごうだいがく、英語: National Southwestern Associated University）は、雲南省昆明に本部を置く中華民国の国立大学。1938年創立、1938年大学設置。
北京（北平）にあった国立北京大学・国立清華大学および天津にあった私立南開大学の3つの大学の疎開先で設立され、日中戦争中の1938年から1946年まで存続した。

## 沿革
1937年7月に盧溝橋事件が発生すると、蔣介石は廬山で徹底抗戦を宣言した。同年8月28日に長沙臨時大学籌備委員会が発足し、北京大学・清華大学・南開大学の3校は湖南省長沙の岳麓山に疎開することになった。長沙臨時大学は北京大学校長の蔣夢麟・清華大学校長の梅貽琦・南開大学校長の張伯苓を常務委員とし、11月から授業が始まった。学生数は1496人だった。
1937年末になると上海や首都南京が陥落し、長沙も危険になったため、大学は1学期のみで授業を停止し、1938年2月から4月までかけて昆明に移転した。昆明への移動は困難であり、4月2日の段階で学生は993人になっていた。西南聯合大学は5月に授業を開始した。
1940年になると昆明も日本軍の空襲にさらされるようになったが、戦争終了まで昆明に踏みとどまった。
1941年11月には師範学院を設立した。
西南聯合大学には理・工・文・法商・師範の5つの学院と26の学部があった。
戦後、3校は徐々に本来の場所に復校したが、西南聯合大学での授業も継続した。1945年末、国共内戦に反対する学生運動が軍隊と衝突し、流血事件（一二・一事件）に発展した。
1946年5月4日、開校からちょうど8年後に西南聯合大学は終了を宣言した。北京大学に644人、清華大学に932人、南開大学に65人が移った。師範学院はそのまま昆明に残って国立昆明師範学院となり、現在も雲南師範大学の名前で存続している。

## 著名な教員
- 朱自清
- 馮友蘭
- 金岳霖
- 聞一多
- 陳寅恪
- 陳省身
- 王力 (言語学者)
- 呉晗
- 費孝通
- ウィリアム・エンプソン

## 著名な学生
- 楊振寧
- 李政道
- 王浩 (数学家)